# Ryes
Ryes é uma comuna francesa na região administrativa da Normandia, no departamento Calvados. Estende-se por uma área de 9,57 km². Em 2010 a comuna tinha 525 habitantes (densidade: 54,9 hab./km²).